# Cycnium tubulosum
Cycnium tubulosum là loài thực vật có hoa thuộc họ Cỏ chổi. Loài này được (L.f.) Engl. mô tả khoa học đầu tiên năm 1895.